# Avigdor Dagan

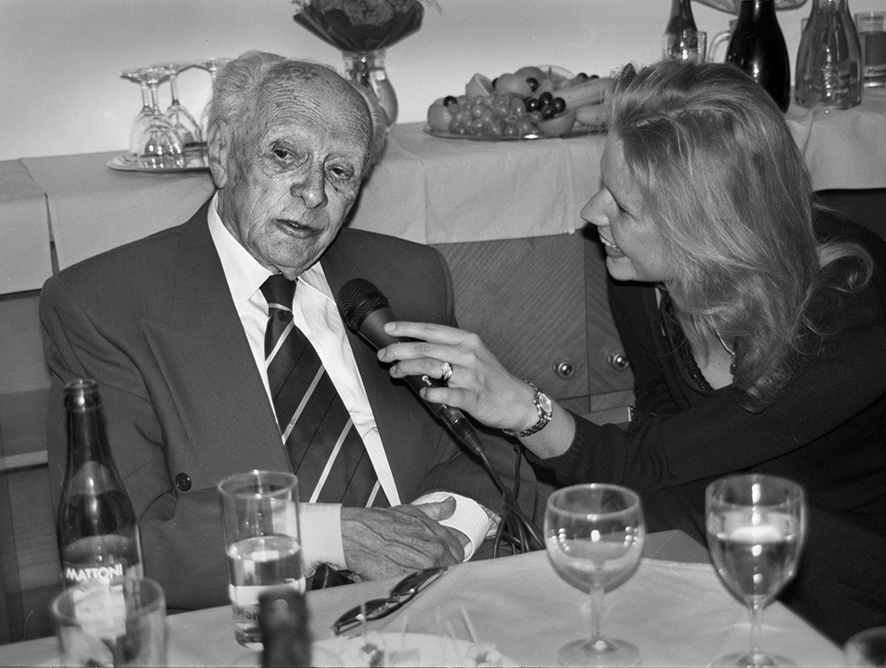
Avigdor Dagan

Avigdor Dagan, hebräisch hebr. אביגדור דגן, früher Viktor Fišl oder Viktor Fischl (geboren 30. Juni 1912 in Königgrätz, Österreich-Ungarn; gestorben 28. Mai 2006 in Jerusalem) war ein tschechoslowakischer Dichter, Prosaist und Publizist jüdischer Herkunft und israelischer Diplomat und Botschafter.

## Leben
Viktor Fischl wurde in Königgrätz geboren, wo er auch die Mittelschule besuchte. Anschließend begann er sein Studium in Prag und arbeitete später als Journalist und Sekretär der Židovská strana (Jüdische Partei). Nach der deutschen Eroberung der Tschechoslowakei 1939 emigrierte er nach London und arbeitete dort zusammen im tschechoslowakischen Exil-Außenministerium Jan Masaryks. Nach Kriegsende kehrte er zunächst in die Tschechoslowakei zurück. 1949 wanderte er nach Israel aus. Sein hebraisierter Name ist von dag ‚Fisch‘ abgeleitet.
Dagan lebte in Jerusalem, diente auch seiner neuen Heimat als Diplomat, zunächst als Sekretär, dann Botschaftsrat in Tokio (1955–1959), als Chargé d’affaires 1959 und 1960 in Burma. Dagan vertrat Israel als Botschafter von 1961 bis 1964 in Warschau, von 1966 bis 1967 in Belgrad und in den Jahren 1969 bis 1972 in Oslo. Für drei Monate arbeitete er 1972 als Mitglied der Delegation Israels bei den Vereinten Nationen. Im Jahr 1974 wurde er als Botschafter nach Wien entsandt. Dies war sein letzter diplomatischer Posten.
Nach seiner Pensionierung 1977 widmete er sich nur noch der Literatur. Er schrieb seine erzählenden Werke ausschließlich in tschechischer Sprache, übersetzte sie aber zum Teil selbst ins Deutsche.

## Schriften
Er schrieb einige Romane, die das Verhältnis zu Gott und der Suche nach der eignen Wahrheit beschreiben.
In deutscher Sprache publiziert:
- Das fünfte Viertel
- Die Hofnarren, Roman. Knaur Taschenbuch, München 1992, ISBN 3-426-03220-1.
- Kafka in Jerusalem und andere Erzählungen. Droemer Knaur, München 1993, ISBN 3-426-60066-8.
- Der Hahnenruf
- Die Spieluhr
- Die Störche im Regenbogen
- Gespräche mit Jan Masaryk. Thule, Köln 1986, ISBN 3-924345-02-3.
- Jerusalemer Geschichten